# 长叶多穗蓼
长叶多穗蓼（学名：Polygonum polystachyum var. longifolium）为蓼科蓼属下的一个变种。

## 扩展阅读
- 維基物種上的相關：长叶多穗蓼